# Партік Кертіс
Патрік Кертіс (англ. Patrick Curtis; 15 червня 1939 — 24 листопада 2022) — американський кінопродюсер, найбільш відомий завдяки своїй співпраці з Ракель Велч, з якою він одружився 14 лютого 1967 року та розлучився 6 січня 1972 року. Кертіс зіграв важливу роль у просуванні кар'єри Ракель Велч в кіно, продюсував ряд фільмів з нею в головних ролях.
У 1939 році Кертіс отримав невелику роль у фільмі «Віднесені вітром». Його дядьком був кінорежисер Біллі Вайлдер.
Кертіс помер 24 листопада 2022 року у віці 83 років. Його колега по фільму «Віднесені вітром» Мікі Кун помер за чотири дні до нього.

## Вибрана фільмографія
- 1971 — Ганні Колдер